# بغلتشي عليا
بغلتشي عليا (بالفارسية: بغلچی علیا) هي قرية تقع في أذربيجان الغربية في إيران. يقدر عدد سكانها بـ 34 نسمة بحسب إحصاء 2016.